# Aneflomorpha modica
Aneflomorpha modica là một loài bọ cánh cứng trong họ Cerambycidae.